# Renfield
R.M. Renfield är en (sinnessjuk) karaktär i Bram Stokers bok Dracula, som blir Greve Draculas tjänare och börjar äta flugor, spindlar och slutligen större varelser. Knock (Alexander Granach) motsvarade Renfield i Nosferatu, eine Symphonie des Grauens.